# خوذية الشواطئ
خوذية الشواطئ  أو جهلول الحبوب (الاسم العلمي: Thinocoridae)، فصيلة طيور من رتبة الإفجيجيات.

## التوزع
4أنواع، في غربي أمريكا الجنوبية، من الإكوادور باتجاه الجنوب، ويعيش في الأراضي المرتفعة القاحلة المكشوفة أو الحقول المزروعة بشكل خفيف، بعض أنواعه مهاجرة.

## الصفات المميزة
15-27 سم وهو طائر صغير الحجم وصاحب ارجل قصيرة، واجنحته طويلة ومدببة، ومنقاره قصير يشبه منقار العصفور الدوري، واصبعه الخلفي موجود، ولونه بني في الأعلى مع علامات صفراء برتقالية، واللون اقل شحوبا في الأسفل وحنجرته وصدره بهما علامات، وجنس الذكر والأنثى متشابهان.

## عاداته
طائر أرضي اجتماعي يركض بسرعه، ويجثم على الأرض ليختبئ، ويجري فجأة بسرعة وبشكل متعرج، وطيرانه يشبه طيران الجهلول العادي. 
له صيحات حادة صريرية، وغذائه حبوب بشكل كبير، والأعشاب، وبعض الحشرات، والعش والحضانة معروفة قليلا.